# Jürgen Pommerenke
Jürgen Pommerenke (ur. 22 stycznia 1953 w Wegeleben) – piłkarz niemiecki grający na pozycji pomocnika.

## Kariera klubowa
Pommerenke urodził się w mieście Wegeleben. Karierę piłkarską rozpoczął w tamtejszym klubie Aufbau-Traktor Wegeleben, w którym rozpoczął treningi w 1961 roku. W 1967 roku odszedł do 1. FC Magdeburg i w jego barwach zadebiutował w 1970 roku w rozgrywkach pierwszej ligi NRD. Od następnego sezonu był podstawowym zawodnikiem zespołu. W 1972 roku osiągnął swój pierwszy sukces w karierze, którym było wywalczenie mistrzostwa Niemieckiej Republiki Demokratycznej, pierwszego w historii klubu z Magdeburga. W sezonie 1972/1973 dotarł do 1/8 finału Pucharu Mistrzów, a w tym samym sezonie zdobył swój pierwszy Puchar NRD (3:2 z Lokomotive Lipsk). W 1974 roku wystąpił w finale Pucharu Zdobywców Pucharów, w którym Magdeburg pokonał 2:0 A.C. Milan stając się jedynym klubem z NRD, który wywalczył europejski puchar. Zarówno w 1974, jak i 1975 roku dwukrotnie z rzędu zostawał z Magdeburgiem mistrzem kraju. W 1975 został także Piłkarzem Roku w NRD. W 1977 i 1978 roku zespół był drugi w lidze, a także dwukrotnie dochodził do ćwierćfinału Pucharu UEFA. Kolejne sukcesy Pommerenke osiągnął w latach 1978 i 1979, gdy dwukrotnie wygrał Puchar NRD (po 1:0 w finale odpowiednio z Dynamem Drezno i Dynamem Berlin). W 1983 roku zdobył go po raz ostatni (4:0 z FC Karl-Marx-Stadt). Karierę piłkarską zakończył w 1985 roku, a w lidze NRD rozegrał łącznie 301 meczów, w których zdobył 82 gole.
Po zakończeniu kariery w 1993 roku krótko był trenerem Magdeburga.
| Sezon   | Klub            | Kraj | Rozgrywki    | Mecze | Bramki |
| ------- | --------------- | ---- | ------------ | ----- | ------ |
| 1970/71 | 1. FC Magdeburg | NRD  | DDR-Oberliga | 7     | 0      |
| 1971/72 | 1. FC Magdeburg | NRD  | DDR-Oberliga | 25    | 3      |
| 1972/73 | 1. FC Magdeburg | NRD  | DDR-Oberliga | 21    | 9      |
| 1973/74 | 1. FC Magdeburg | NRD  | DDR-Oberliga | 26    | 8      |
| 1974/75 | 1. FC Magdeburg | NRD  | DDR-Oberliga | 25    | 15     |
| 1975/76 | 1. FC Magdeburg | NRD  | DDR-Oberliga | 23    | 4      |
| 1976/77 | 1. FC Magdeburg | NRD  | DDR-Oberliga | 14    | 1      |
| 1977/78 | 1. FC Magdeburg | NRD  | DDR-Oberliga | 23    | 6      |
| 1978/79 | 1. FC Magdeburg | NRD  | DDR-Oberliga | 25    | 7      |
| 1979/80 | 1. FC Magdeburg | NRD  | DDR-Oberliga | 25    | 7      |
| 1980/81 | 1. FC Magdeburg | NRD  | DDR-Oberliga | 25    | 7      |
| 1981/82 | 1. FC Magdeburg | NRD  | DDR-Oberliga | 25    | 7      |
| 1982/83 | 1. FC Magdeburg | NRD  | DDR-Oberliga | 25    | 5      |
| 1983/84 | 1. FC Magdeburg | NRD  | DDR-Oberliga | 11    | 3      |
| 1984/85 | 1. FC Magdeburg | NRD  | DDR-Oberliga | 2     | 0      |

## Kariera reprezentacyjna
W reprezentacji NRD Pommerenke zadebiutował 31 maja 1972 roku w zremisowanym 0:0 towarzyskim spotkaniu z Urugwajem. W 1972 roku był członkiem olimpijskiej kadry NRD, która na Igrzyskach Olimpijskich w Monachium wywalczyła brązowy medal. W 1974 roku został powołany przez selekcjonera Georga Buschnera do kadry na Mistrzostwa Świata w RFN, jedyny mundial na którym uczestniczyła kadra NRD. Tam Pommerenke wystąpił w trzech meczach swojej drużyny: z Australią (2:0), z Holandią (0:2) i z Argentyną (1:1). Ostatni mecz w reprezentacji rozegrał w 1983 roku z Finlandią (3:1), a w kadrze narodowej rozegrał 57 meczów i zdobył trzy gole.